# Томас, Остин
Остин Эдисон Томас (англ. Austin Edison Thomas; 25 марта 1939 — 15 мая 2018) — арубский фехтовальщик. Участник летних Олимпийских игр 1988 года.

## Биография
Остин Томас родился 25 марта 1939 года.
На протяжении многих лет занимался фехтованием, но получил возможность представлять Арубу на международных турнирах уже почти в 50 лет, после того как она в 1986 году получила независимость.
В 1988 году вошёл в состав сборной Арубы на летних Олимпийских играх в Сеуле. В индивидуальном турнире рапиристов занял 58-е место, выиграв на групповом этапе у Бенни Вендта из Австрии — 5:2, проиграв Богуславу Зыху из Польши — 0:5, Лю Юньхуну из Китая — 0:5, Роберту Дэвидсону из Австралии — 3:5 и Чой Кам Шину из Гонконга — 1:5. В индивидуальном турнире шпажистов занял 70-е место, выиграв у Тан Вин Кэуна из Гонконга — 5:4, проиграв Ларсу Винтеру из Финляндии — 0:5, Михаилу Тишко из СССР — 3:5, Мартину Бриллу из Новой Зеландии — 0:5 и Акселю Бирнбауму из Австрии — 2:5.
На протяжении многих лет был президентом Федерации фехтования Арубы, пропагандистом этого вида спорта в стране.
Умер 15 мая 2018 года.